# Центар за посетиоце НП Тара на Митровцу
Центар за посетиоце НП Тара на Митровцу је објекат отворен 2006. године, као први објекат ове врсте у Србији. 
У простору од 220 m² смештени су инфо-пулт са сувенирницом, природњачка и етно поставка, сала за презентације (шумски биоскоп) са 40 места. Центар је намењен пријему организованих група и индивидуалних посетилаца и њиховом упознавању са парком. У оквиру шумског биоскопа спроведене су едукативне активности са најмлађима. У објекту се налази канцеларија Службе надзора. 
Центар годишње посети 13—15 хиљада посетилаца.
- Галерија